# Офіцер

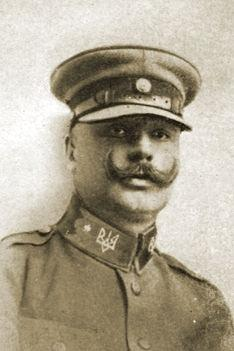
Генерал-хорунжий армії УНР Павло Шандрук

Офіце́р — особа командного і начальницького складу в збройних силах, на флоті та в інших силових структурах, що позначає переважно військовий ранг (звання). Слово офіцер (лат. officiarius; нім. Offizier) перекладається як службовець і прийшло в українську мову «ахвіцер» через російську мову «рос. офицер», коли керували російською імператорською армією старшини німецького походження піддані Російської імперії, а вихідці з етнічної України служили в ній.
В українській мові на початку XX сторіччя після сформування національних українських військових формувань вживали термін «старшина». Після остаточної окупації України в 1921 році, цей термін «старшина» й далі вживали в емігрантському середовищі. На території УРСР, у лавах Червоної армії персональні військові звання були відсутні, тож командний склад мав назву «червоний командир». Поняття «офіцер» знову з'являється в 1942 році.

## Сучасні офіцерські званняЗбройних сил України

### Молодші офіцери
- молодший лейтенант
- лейтенант
- старший лейтенант
- капітан (капітан-лейтенант у ВМС)

### Старші офіцери
- майор (капітан III рангу у ВМС)
- підполковник (капітан II рангу у ВМС)
- полковник (капітан І рангу у ВМС)

### Вищі офіцери
- бригадний генерал (коммодор у ВМС)
- генерал-майор (контрадмірал у ВМС)
- генерал-лейтенант (віцеадмірал у ВМС)
- генерал (адмірал у ВМС)